# Josef Sonoré
Johann Wilhelm Josef Sonoré (geboren am 20. November 1791 in Düren; gestorben am 21. Juni 1853 in Wiesbaden) war ein preußischer Offizier und von 1833 bis 1848 Landrat des Kreises Waldbröl.

## Leben
Der Katholik Josef Sonoré war der Sohn des Steuerempfängers Wilhelm Sonoré und dessen Ehefrau, Petronella Sonoré, geborene Carthausen. Während der französischen Rheinlandbesetzung trat Sonoré freiwillig in das 7. französische Husarenregiment ein und nahm in der Folge auch 1812 am Russlandfeldzug teil, während dessen er „irrtümlich für tot gehalten“ wurde. Zurückgekehrt trat er 1813 in das 2. Husaren-Regiment der außerdeutschen Legion und in der Folge in preußische Dienste ein. Er diente im Weiteren im 5. Ulanen-Regiment in Düsseldorf/Ratingen, zuletzt im Rang eines Rittmeisters. Mit der Gewährung eines Invalidengehalts schied er im Jahr 1824 aus dem aktiven Dienst aus.
Zwischenzeitlich auf Schloss Hueth lebend, bewarb sich Sonoré 1827 um die Stellung als Landrat in Duisburg, bevor ihm mit Allgemeiner Kabinettsorder vom 17. Juni 1833 das Amt des Landrats des Kreises Waldbröl übertragen wurde, Sonoré übernahm am 16. September des Jahres die Amtsgeschäfte. Angeblich kam Sonoré bereits krank nach Waldbröl. Im Herbst 1834 hielt er sich zudem krankheitshalber in Köln auf. Schließlich suchte er aus gesundheitlichen Gründen am 3. April 1848 um seine Pensionierung nach, welche mit Dimissoriale vom 15. Mai eintrat. Sonoré blieb unverheiratet.